# Валон Ахмеді
Валон Ахмеді (алб. Valon Ahmedi, нар. 7 жовтня 1994, Охрид, Македонія) — албанський футболіст, атакувальний півзахисник білоруського клубу «Шахтар» (Солігорськ). На міжнародному рівні представляє Албанію, за головну збірну якої 2017 року провів 2 матчі. Також захищав кольори юнацької та молодіжної збірної Албанії.

## Клубна кар'єра

### Ранні роки
Валон народився в македонському місті Охрид, в родині етнічних албанців, але виріс в італійському місті Кастелланца. Футбольний шлях розпочав у клубі «Кастелбелль». Виступаючи за вище вказаний клуб його помітили скаути «Зюйдтіроля», до молодіжної команди якого Ахмеді перебрався у серпні 2011 року.
За дорослу команду «Зюйдтіроля» 22 грудня 2012 року в нічийному (1:1) поєдинку Лега Про Пріма Дівізіоне проти «Трітума», в якому на 89-ій хвилині замінив Алессандро Кампо. Вдруге та востаннє зіграв у сезоні 2012/13 років 13 січня 2013 року, в програному (1:2) поєдинку проти «Павії», в якому вийшов на футбольне поле на 67-ій хвилині замість Алессандро Фурлана.
У сезоні 2013—2014 років загалом зіграв 4 матчі, у всіх випадках виходив на заміну.

### «Цельє»
Улипні 2014 року підписав контракт з представником Першої ліги Словенії «Цельє». Дебютував за нову команду в стартовому матчі сезону 2014/15 років у поєдинку проти «Заврча», в якому відіграв усі 90 хвилин. Став гравцем основного складу першої команди і регулярно грав повні матчі, а 1 серпня 2014 року відзначився дебютним голом у поєдинку третього туру проти «Крки» та допоміг своїй команді перемогти з рахунком 3:0. Ахмеді пропустив три місяці, оскільки на початку 2015 року отримав травму й до травня 2015 року перебував поза футболом.
Завершив свій перший сезон у «Цельє» з 20-ма зіграними матчами в чемпіонаті, в яких забив п'ять м'ячів. Команда стала срібним призером чемпіонату, завдяки чому отримала можливість зіграти в кваліфікації Ліги Європи 2015/16. Також Валон відіграв п'ять матчів у кубку Словенії 2014/15 і відзначився одним голом, а «Цельє» вийшов у фінал, в якому поступився «Коперу».
В єврокубках дебютував 2 липня 2015 року в першому кваліфікаційному раунді Ліги Європи УЄФА 2015/16 проти «Шльонська» (Вроцлав), де відіграв 45 хвилин, перш ніж був замінений в перерві на Санні Омореджиє. У матчі-відповіді 9 липня Ахмеді розпочав на лаві запасних і вийшов на поле на 79-ій хвилині замість Данієля Мішкича. Матч закінчився програшем з рахунком 1:3, а загалом «Цельє» поступився з рахунком 1:4.

### «Марибор»
У січні 2016 року підписав контракт з чемпіоном Словенії «Марибором». Дебютував за нову команду 20 квітня 2016 року в півфінальному матчі Кубку Словенії 2015/16 проти «Заврча», замінивши Даре Вршича на 64-ій хвилині. «Марибор» здобув перемогу (5:1) за підсумками додаткового часу і забезпечив собі місце у фіналі. Свій перший м'яч за «Марибор» відзначився 22 вересня 2017 року в 10-му турі словенської Першої ліги 2017/18 проти «Алюмінію», допомагаючи своїй команді виграти матч з рахунком 3:2.

### «Хапоель Іроні» (Кір'ят-Шмона)
15 вересня 2018 року Валона придбала ізраїльська команда «Хапоель Іроні» (Кір'ят-Шмона), з якою підписав трирічний контракт (до 30 червня 2021 року). У команді повинен був замінити Найджела Хассельбайнка, який перейшов у Хапоель (Беєр Шева)

### «Інтер» (Запершич)
Сезон 2019/2020 розпочався вільним агентом. 1 жовтня 2019 року він підписав контракт з «Інтером» (Запершич) з хорватської Першої ліги.

### «Шкендія»
У січні 2020 року Ахмеді підписав контракт з представником Першої ліги Македонії ФК «Шкендія».

### «Шахтар» (Солігорськ)
9 січня 2021 року уклав договір з білоруським «Шахтарем». У футболці солігорського клубу дебютував 2 березня 2021 року в нічийному (0:0) домашньому поєдинку суперкубку Білорусі проти борисовського БАТЕ. Валон вийшов на поле на 59-ій хвилині, замінивши Гегу Діасамідзе. У Вищій лізі Білорусі дебютував 13 березня 2021 року в переможному (1:0) домашньому поєдинку 1-го туру проти «Мінська». Ахмеді вийшов на поле в стартовому складі та відіграв увесь матч. Першим голом у футболці «гірників» відзначився 3 квітня 2021 року на 54-ій хвилині переможного (4:0) домашнього поєдинку 3-го туру Вищої ліги проти «Іслочі». Валон вийшов на поле в стартовому складі та відіграв увесь матч.

## Кар'єра в збірній
Ахмеді отримав право представляти Македонію завдяки місцю народження, Італію за місцем проживання, а Албанію — за своєю етнічною приналежністю.

### Юнацька збірна Албанії (U-19)
Привернув до себе увагу Федерація футболу Албанії в 2012 році своїми виступами в молодіжній команді «Зюйдтіроля». Гравець прийняв запрошення вище вказаної федерації та приєднатися до юнацької збірної Албанії (U-19) до товариського матчу проти Боснії і Герцеговини (U-19) 8 травня 2012 року, в якому вийшов на поле в стартовому складі на позиції нападника та допоміг своїй збірній здобути перемогу з рахунком 3:1. У серпні 2012 року викликався для участі в товариському турнірі в Словенії.
Фото Стракоша викликав Валона до складу албанської збірної на поєдинки кваліфікації Чемпіонату Європи (U-19) 2013 року, які повинні були бути зіграні з 12 по 17 жовтня 2012 року проти Італії (U-19), Бельгії (U-19) та Білорусі (U-19). У програному (0:3) стартовому матчі турніру 12 жовтня 2012 року проти Італії (U-19) дебютував у стартовому складі, а на 81-ій хвилині його замінив Дардана Вузай. У другому матчі проти юнацької збірної Бельгії (U-19) включений у стартовий склад і зіграв 84 хвилини, Албанія (U-19) здобула вирішальну перемогу з рахунком 3:1. У завершальному матчі проти Білорусі Ахмеді зумів відіграти загалом 90 хвилин, але не зміг уникнути поразки (0:2), через що Албанія (U-19) фінішувала на останньому місці в своїй групі та вибула з турніру.

### Юнацька збірна Албанії (U-20)
Тренер Скендер Гега запросив Ахмеді до юнацької збірної Албанії (U-20) для участі у Середземноморських іграх 2013 року. Валон зіграв у всіх п'яти матчах юнацької Албанії (U-20), в яких один з них провів повну 90-хвилинну гру, зігравши в стартовому складі до другого тайму, а два інші вийшов на заміну. Юнацька збірна Албанії посіла на турнірі останнє 8-ме місце.

### Молодіжна збірна Албанії
Після вражаючих виступів у юнацькій збірній Албанії (U-19), а також у своєму клубі «Зюйдтіроль», Ахмеді отримав перший виклик до молодіжної збірної Албанії від головного тренером Скендера Геги на товариський матч проти молодіжної збірної Македонії 6 лютого 2013 року. Валон дебютував за албанську «молодіжку» у вищевказаному матчі (0:0), вийшовши на поле в стартовому складі та провів на полі перші 45 хвилин. Скендер Гега знову викликав атакувального півзахисника на товариський матч проти молодіжної збірної Румунії 8 жовтня 2014 року. У поєдинку проти молодіжної збірної Румунії вийшов на поле в стартовому складі й на 60-ій хвилині відзначився гольовою передачею й допоміг Ведату Мурічі зрівняти рахунок у матчі (1:1), але Румунія все ж обіграла албанців з рахунком 3:1.
Ахмеді вперше отримав виклик на офіційний турнір у стартовому складі матчу кваліфікації молодіжного чемпіонату Європи проти Ліхтенштейну 28 березня 2015 року, але він відмовився через нещодавню травму в «Цельє».

### Національна збірна Албанії
Після вдалої гри за "«Марибор» у кваліфікаційному етапі та раунді плей-оф Ліги чемпіонів УЄФА 2017–18, прогресу самого футболіста та виходу до групового етапу Ліги чемпіонів УЄФА 2017–18, отримав перший виклик до національної збірної Албанії новопризначеним тренером Крістіаном Пануччі на матчі кваліфікації Чемпіонату світу 2018 року проти Ліхтенштейну та Македонії (раніше сам гравець оголосив, що відмовився виступати за інші збірні, окрім Албанії) 2 та 5 вересня 2017 року.

## Особисте життя
Ахмеді розмовляє як рідною албанською мовою, а також володіє італійською, німецькою, англійською, хорватською та словенською мовою.
Двоюрідний брат Валона — Бесарт Ібраїмі — професійний футболіст, колишній гравець національної збірної Північної Македонії.

## Статистика виступів

### Клубна
Станом на 29 листопада 2019.
| Сезон                   | Команда                        | Чемпіонат               | Чемпіонат | Чемпіонат | Національний клубок | Національний клубок | Національний клубок | Єврокубки | Єврокубки | Єврокубки | Інші кубки | Інші кубки | Інші кубки | Загалом | Загалом |
| Сезон                   | Команда                        | Змаг.                   | Матчі     | Голи      | Змаг.               | Матчі               | Голи                | Змаг.     | Матчі     | Голи      | Змаг.      | Матчі      | Голи       | Матчі   | Голи    |
| ----------------------- | ------------------------------ | ----------------------- | --------- | --------- | ------------------- | ------------------- | ------------------- | --------- | --------- | --------- | ---------- | ---------- | ---------- | ------- | ------- |
| 2012-2013               | «Зюйдтіроль»                   | 1Д                      | 2         | 0         | КІ+КІ-ЛП            | 0+0                 | 0                   | -         | -         | -         | -          | -          | -          | 2       | 0       |
| 2013-2014               | «Зюйдтіроль»                   | 1Д                      | 4         | 0         | КІ+КІ-ЛП            | 0+1                 | 1                   | -         | -         | -         | -          | -          | -          | 5       | 1       |
| Загалом за «Зюйдтіроль» | Загалом за «Зюйдтіроль»        | Загалом за «Зюйдтіроль» | 6         | 0         |                     | 1                   | 1                   |           | -         | -         |            | -          | -          | 7       | 1       |
| 2014-2015               | «Цельє»                        | 1 СНЛ                   | 20        | 5         | КС                  | 5                   | 1                   | -         | -         | -         | -          | -          | -          | 25      | 6       |
| 2015-січ. 2016          | «Цельє»                        | 1 СНЛ                   | 14        | 0         | КС                  | 1                   | 0                   | ЛЄУ       | 2         | 0         | -          | -          | -          | 17      | 0       |
| Загалом за «Цельє»      | Загалом за «Цельє»             | Загалом за «Цельє»      | 34        | 5         |                     | 6                   | 1                   |           | 2         | 0         |            | -          | -          | 42      | 6       |
| січ.-чер. 2016          | «Марибор»                      | 1 СНЛ                   | 1         | 0         | КС                  | 1                   | 0                   | ЛЧУ+ЛЄУ   | -         | -         | -          | -          | -          | 2       | 0       |
| 2016-2017               | «Марибор»                      | 1 СНЛ                   | 5         | 0         | КС                  | 0                   | 0                   | ЛЄУ       | -         | -         | -          | -          | -          | 5       | 0       |
| 2017-2018               | «Марибор»                      | 1 СНЛ                   | 16        | 1         | КС                  | 1                   | 0                   | ЛЧУ       | 10        | 0         | -          | -          | -          | 27      | 1       |
| лип.-вер. 2018          | «Марибор»                      | 1 СНЛ                   | 0         | 0         | КС                  | 1                   | 0                   | ЛЄУ       | -         | -         | -          | -          | -          | 1       | 0       |
| Загалом за «Марибор»    | Загалом за «Марибор»           | Загалом за «Марибор»    | 22        | 1         |                     | 3                   | 0                   |           | 10        | 0         |            | -          | -          | 35      | 1       |
| 2018-2019               | «Хапоель Іроні» (Кір'ят-Шмона) | ЛА                      | 20        | 1         | КІ+КТ               | 1+0                 | 0                   | -         | -         | -         | -          | -          | -          | 21      | 1       |
| жов. 2019-січ. 2020     | «Інтер» (Запрешич)             | 1 ХНЛ                   | 5         | 0         | КХ                  | 1                   | 0                   | -         | -         | -         | -          | -          | -          | 6       | 0       |
| січ.-чер. 2020          | «Шкендія»                      | ПЛ                      | 0         | 0         | КМ                  | 0                   | 0                   | ЛЧУ+ЛЄУ   | -         | -         | -          | -          | -          | 0       | 0       |
| Усього за кар'єру       | Усього за кар'єру              | Усього за кар'єру       | 87        | 7         |                     | 12                  | 2                   |           | 12        | 0         |            | -          | -          | 111     | 9       |

### У збірній

#### Молодіжна збірна
| Дата       | Місто                      | Господарі | Результат | Гості              | Турнір           | Голи | Примітки |
| ---------- | -------------------------- | --------- | --------- | ------------------ | ---------------- | ---- | -------- |
| 6-2-2013   | Лячі                       | Албанія   | 0 – 0     | Північна Македонія | Товариський матч | -    | 46'      |
| 8-10-2014  | Бузеу (місто)              | Румунія   | 3 – 1     | Албанія            | Товариський матч | -    | 46'      |
| 16-11-2014 | Об'єднані Арабські Емірати | Албанія   | 3 – 2     | Бахрейн            | Турнір у Дубаї   | 1    |          |
| 18-11-2014 | Дубай                      | ОАЕ       | 1 – 0     | Албанія            | Турнір у Дубаї   | -    |          |
| Усього     |                            | Матчів    | 4         |                    | Голів            | 1    |          |

#### Національна збірна
по матчах
| Дата      | Місто    | Господарі | Результат | Гості       | Турнір            | Голи | Примітки |
| --------- | -------- | --------- | --------- | ----------- | ----------------- | ---- | -------- |
| 2-9-2017  | Ельбасан | Албанія   | 2 – 0     | Ліхтенштейн | Відбір до ЧС 2018 | -    | 86'      |
| 9-10-2017 | Шкодер   | Албанія   | 0 – 1     | Італія      | Відбір до ЧС 2018 | -    | 90+1'    |
| Усього    |          | Матчів    | 2         |             | Голів             | 0    |          |

по роках
Станом на 9 жовтня 2017
| Національна збірна | Рік     | Матчі | голи |
| ------------------ | ------- | ----- | ---- |
| Албанія            | 2017    | 2     | 0    |
| Загалом            | Загалом | 2     | 0    |

## Досягнення
«Марибор»
- Перша футбольна ліга Словенії
  -  Чемпіон (1): 2016/17

- Кубок Словенії
  -  Володар (1): 2015/16

«Шахтар» (Солігорськ)
- Суперкубок Білорусі
  -  Володар (2): 2021, 2023
- Вища ліга Білорусі
  -  Чемпіон (2): 2021, 2022